# 1992 HG
1992 HG är en asteroid i huvudbältet som upptäcktes den 27 april 1992 av den japanska astronomen Satoru Otomo i Kiyosato.
Asteroiden har en diameter på ungefär 13 kilometer.